# Гопалагуру Госвами
Гопал(а)гу́ру Госва́ми (IAST: Gopālaguru Gosvāmī) — кришнаитский богослов и святой из Ориссы, живший в XVI веке.
Гопала принадлежал к брахманскому роду из Уткалы. Он стал последователем Чайтаньи Махапрабху будучи ещё ребёнком. С раннего детства он прошёл обучение у Вакрешвары Пандита, получив затем от него духовное посвящение. Чайтанья очень любил Гопалу и часто шутил с ним. Однажды Чайтанья в шутку назвал мальчика «гуру». Имя пристало, и с тех пор он стал известен как Гопалагуру Госвами.
Позднее, обучаясь под руководством Сварупы Дамодары и Рагхунатхи Дасы Госвами, Гопалагуру стал знатоком расы (науки о любовных вкусах Радхи-Кришны) и написал книгу «Смарана-паддхати» («Система памятования о Господе»). Затем, он передал это знание своему ученику Дхьяначандре Госвами, который детально объяснил в своих книгах, как поклоняться Чайтанье и Радхе-Кришне в рагануга-бхакти.
Гопалагуру долгое время жил и служил своему гуру, Вакрешваре Пандиту, в доме Каши Мишры в Пури, где ранее останавливался Чайтанья. После смерти Вакрешвары Пандита, Гопалагуру Госвами построил позади Гамбхиры храм для поклонения Радхе-Кришне и установил в нём божества Радха-канты. В «Бхакти-ратнакаре» (8.382) описывается, как Нароттама Даса, будучи в Пури, посетил дом Каши Мишры, где встретился с Гопалагуру Госвами.
Гопалагуру Госвами умер в Пури на девятый день прибывающей луны месяца картика. Спустя две недели после его смерти, весть об этом дошла до вайшнавов во Вриндаване. Они решили почтить его второй церемонией ухода. Неожиданно, в ходе ритуала, Гопалагуру Госвами явился взору всех вайшнавов сидящим под деревом бакула в храмовом дворе. Удивлённые этим зрелищем, вайшнавы спросили Гопалагуру, как он там оказался, на что он ответил, что в своём духовном теле гопи, он вечно находится во Вриндаване, занимаясь служением Радхе и Кришне. Согласно некоторым источникам, Гопалагуру Госвами в вечных играх Кришны является гопи по имени Тунгавидья. Во Вриндаване самадхи Гопалагуру Госвами расположено в области Дхира-самира.